# Jackie Swaim
Jackie A. Swaim, coniugata DiNardo (16 luglio 1958), è un'ex cestista statunitense.

## Carriera
Con gli Stati Uniti ha disputato i Campionati del mondo del 1979.